# 용운중학교
용운중학교(龍雲中學校)는 대한민국 경상북도 상주시 공성면 산현리에 있는 사립 중학교이다.

## 학교 연혁
- 1951년 3월 1일 : 용운중학교 설립
- 1952년 5월 1일 : 초대 석희관 교장 취임
- 1953년 8월 5일 : 용운중학교 개교
- 1966년 11월 17일 : 용운실업고등학교 설립인가, 초대 교장 석희관 선생 취임
- 1996년 11월 13일 : 기숙사(333평) 신축
- 2000년 1월 10일 : 급식소 신축
- 2000년 1월 7일 : 체육실(89평) 신축
- 2009년 10월 31일 : 운동장 잔디구장 조성
- 2010년 2월 22일 : 다목적 강당 신축
- 2011년 3월 2일 : 특수학급 인가
- 2019년 2월 15일 : 제67회 졸업(졸업생 8,846명)
- 2021년 3월 1일 : 제5대 재단이사장 김봉교 취임
- 2023년 3월 1일 : 제7대 교장 정재영 선생 취임

## 참고 자료
- 용운중학교 - 한국교육학술정보원 학교알리미